# Apogon americanus
 Apogon americanus és una espècie de peix de la família dels apogònids i de l'ordre dels perciformes.

## Morfologia
Pot assolir 10,1 cm de longitud total.

## Alimentació
Menja plàncton.

## Hàbitat i distribució geogràfica
És un peix d'aigua marina, demersal (fins al 50 m de fondària, normalment fins als 35) i de clima tropical, el qual és un endemisme del Brasil (incloent-hi Fernando de Noronha i São Pedro e São Paulo).

## Observacions
És inofensiu per als humans.